# Брдо
Брдо је узвишење у рељефу земљишта, сложенијег облика и већих димензија, релативне висине 200—500 м. Може имати више врхова растављених мањим седлима и превојима, а стране рашчлањене већим удубљењима. Између удубљења спуштају се, углавном, косе као саставни делови брда на којима се могу јавити прегиби.
Типичан пример за брдо су Загајичка брда у Делиблатској пешчари, као и Кошевац код Крчедина.

## Терминологија
Разлика између брда и планине је нејасна и углавном субјективна, али се универзално сматра да брдо није тако високо или стрмо као планина.
Географи су историјски сматрали планине брдима већим од 1.000 feet (304,8 meters) надморске висине, што је чинило основу заплета филма Енглез који је отишао на брдо, али је сишао са планине из 1995. Насупрот томе, планинари су имали тенденцију да планине сматрају врховима од 2.000 ft (610 m) изнад нивоа мора: Оксфордски речник енглеског језика такође предлаже ограничење од 2.000 ft (610 m), а Витоу наводи „Неки ауторитети сматрају да су еминенције изнад 600 m (2.000 ft) планине, а оне испод се називају брдима." Данас се планина у Уједињеном Краљевству и Ирској обично дефинише као било који врх висок најмање 2.000 ft (610 m), док је званична дефиниција планине у УК врх од 600 m (1.969 ft) или више. Неке дефиниције укључују захтев за топографску истакнутост, обично 100 ft (30,5 m) или 500 ft (152,4 m). У пракси, планине у Шкотској се често називају „брдима“ без обзира на њихову висину, што се одражава у именима као што су брда Куилин и брда Торидон. У Велсу, разлика је више израз везан за коришћење земљишта и изгледа и нема никакве везе са висином.
Неко време су САД дефинисале планину као високу 1.000 ft (304,8 m) или више. Сваки сличан рељеф нижи од ове висине сматран је брдом. Геолошки завод Сједињених Држава (USGS) је, међутим, закључио да ови термини у ствари немају техничке дефиниције у САД.
Велика совјетска енциклопедија је дефинисала „брдо“ као узвишење са релативном висином до 200 m (660 ft).
Брег је мало брдо. Друге речи укључују брежуљак (енгл. knoll) и (у Шкотској, Северној Ирској и северној Енглеској) његову варијанту, knowe. Вештачка брда се могу називати разним техничким називима, укључујући хумке и тумулусе.
Брда се могу формирати путем геоморфних феномена: [Geologic fault[|раседа]], ерозије већих облика рељефа као што су планине и померање и таложење седимента од стране глечера (посебно морене и друмлини или ерозијом која излаже чврсту стену која се затим спушта у брдо). Заобљени врхови брда су резултат дифузног кретања тла и реголита који покривају брдо, процеса познатог као пузање низбрдо.
За описивање типова брда могу се користити различити називи, на основу изгледа и начина формирања. Многа таква имена су настала у једном географском региону како би описали врсту формације брда својствену том региону, иако геолози често усвајају имена и користе их у ширем географском контексту. Ови укључују:
- Брае - шкотски, алстерски и северноенглески израз за падину или чело брда.
- Друмлин – издужено брдо у облику кита настало глацијалним дејством.
- Бјут – изоловано брдо са стрмим странама и малим равним врхом, формирано временским утицајем.
- Капи – заобљено брдо или ниска планина, типична за централну Европу
- Тор – стенска формација пронађена на врху брда; такође се користи за означавање брда, посебно у југозападној Енглеској и округу Пик.
- Пуј – користи се посебно у Оверњи, Француска, за описивање конусног вулканског брда.
- Пинго – гомила леда прекривеног земљом пронађена на Арктику и Антарктику.

## Историјски значај
Многа насеља су првобитно изграђена на брдима, било да би се избегле поплаве (посебно ако су била у близини велике воде), или за одбрану (пошто пружају добар поглед на околно земљиште и захтевају од потенцијалних нападача да се боре узбрдо), или да се избегну густо пошумљене области. На пример, древни Рим је изграђен на седам брда, што је помагало да се заштити од освајача.
Нека насеља, посебно на Блиском истоку, налазе се на вештачким брежуљцима који се састоје од крхотина (посебно цигли од блата) које су се акумулирале током многих генерација. Таква локација је позната као „тел“.

## Војни значај
Брда пружају велику предност војсци, дајући јој узвишену ватрену позицију и присиљавајући противничку војску да јуриша узбрдо да нападне утврђење или другу позицију. Она такође могу да сакрију снаге иза себе, допуштајући да јединица чека иза врха брда, користећи тај гребен за заклон, и да пуца на нападаче из заседе док се пробијају до врха брда. Као резултат тога, конвенционалне војне стратегије често захтевају запоседање високих терена.
Брда су била места многих запажених битака, као што је битка код Алезије 52. п. н. е. и први забележени војни сукоб у Шкотској, битка код Монс Граупијуса 83. године. Сукоби модерног доба укључују битку код Бункер Хила из 1775. (која се заправо одвила на Бридовом брду) у Америчком рату за независност и Гробљанском брду и Калповом брду у бици код Гетисбурга 1863. године, прекретници Америчког грађанског рата. Битка код брда Сан Хуан у Шпанско-америчком рату 1898. донела је контролу Американцима над Сантјагом.
Битке за узвишице често су довеле до великих губитака и за нападаче и за браниоце, као што је битка за коту Хамбургер 1969. током Вијетнамског рата, битка за Стаљинград и битка код Пелелија током Другог светског рата и Каргилски рат између Индије и Пакистана 1969. године.
Кинески зид је трајан пример утврђења на врху брда. Изграђен је на врховима брда да би помогао у одбрани од освајача са севера као што су Монголи.

## Спортови и игре
Брдско ходање (енгл. Hillwalking) је британски енглески израз за облик пешачења који укључује успон на брда. Ова активност се обично разликује од планинарења, јер не укључује ужад или технички тешко пењање по стенама, иако се термини планина и брдо често користе наизменично у Британији. Ходање по брдима је популарно у брдовитим областима као што су енглески Пик дистрикт и Шкотско горје. Многа брда су категорисана према релативној висини или другим критеријумима и налазе се на листама названим по планинарима, као што су Мунро (Шкотска) и Вејнрајтс (Енглеска).